# Серабтаве
Серабтаве́, или Сера́б-э-Таве́, или Сераб-э-Таве́-йе-Олиа́, или Серабтаве́-йе-Бала́ (перс. سرابتاوه‎) — небольшой город на юго-западе Ирана, в провинции Кохгилуйе и Бойерахмед. Входит в состав шахрестана Бойерахмед.
На 2006 год население составляло 5 590 человек.

## География
Город находится на востоке Кохгилуйе и Бойерахмеда, в горной местности центрального Загроса, на высоте 1 864 метров над уровнем моря.
Серабтаве расположен на расстоянии приблизительно 7 километров к югу от Ясуджа, административного центра провинции и на расстоянии 560 километров к югу от Тегерана, столицы страны.